# Paul Scherrer Institut

Paul Scherrer Institut (PSI) är ett forskningsinstitut för naturvetenskap och teknik i närheten av Zürich i Schweiz. PSI tillhör det schweiziska ETH-komplexet, som även innefattar ETH Zürich och EPFL. Det är det största nationella forskningsinstitutet i Schweiz med omkring 1250 anställda (2006) och är det enda i sitt slag i Schweiz.
PSI är, i samarbete med universitet, andra forskningsinstitut och industrin, aktivt inom fasta tillståndets fysik, materialvetenskap, elementarpartikelfysik, biovetenskap, kärnteknik, energiteknik och energirelaterad ekologi.

## Historia
PSI bildades 1988 genom en sammanslagning av EIR (Eidgenössisches Institut für Reaktorforschung) och SIN (Schweizerisches Institut für Nuklearphysik). Institutet är uppkallat efter den schweiziske fysikern Paul Scherrer och ligger i kantonen Aargau, i kommunerna Villigen och Würenlingen vid floden Aare.

## Verksamhet
PSI utvecklar, bygger och driver stora och komplexa forskningsanläggningar som ställs till nationella och internationella forskargruppers förfogande. Däribland kan nämnas en 590 MeV-starkströmscyklotron, en spallationsneutronkälla (SINQ), en synkrotronljuskälla (SLS) och en myonkälla (SμS). Därmed är PSI det enda institut i världen som erbjuder neutroner, myoner och synkrotronstrålning (de viktigaste verktygen för att studera materiens struktur och dynamik) på ett och samma campus.
Förutom energi-, material- och grundforskning är PSI pionjär inom protonterapi och har världens enda anläggning som med en speciell scanningsteknik kan behandla djupt liggande tumörer.. 

## Anläggningar

### Protonacceleratorer

#### Injektor-1
Injector 1 är en cyklotron med variabel energi. Den är utrustad med ett flertal jonkällor och erbjuder därmed ett stort urval av strålar, från protoner och deuteroner till ljus och tunga joner. För protoner kan strålens energi nå 72 MeV.

#### Injektor-2
Injektor-2 är en cyklotron som byggdes för att ersätta Injektor-1 och togs i drift 1984. Strålen, bestående av 72 MeV-protoner, håller hög intensitet och kvalitet och matas in i Ring-cyklotronen. Injektor-2 är, i sig själv, en ringformig cyklotron med extremt låg injektionsenergi om 870 keV.

#### Ring
En ringformig cyklotron med konstant energi om 590 MeV, utvecklad och byggd av PSI och tagen i drift 1974. Strålen från antingen Injektor-1 eller Injektor-2 matas in i Ringen där den följer en bana och accelererar omkring 186 varv innan den länkas ut. Konstruktionen är anpassad för drift med mycket hög intensitet hos strålen.

### Spallations-neutronkälla
Neutronkällan SINQ är i drift sedan 1996 och är den första och samtidigt starkaste i sitt slag. Den ger ett kontinuerligt neutronflöde av 1014 n/cm²/s. Förutom termiska neutroner ger en moderator av flytande deuterium också långsamma neutroner, som har ett bredare energispektrum.

### Synkrotonljuskälla
Synkrotonljuskällan (Synchrotron Light Source, SLS) är i drift sedan augusti 2001. Ljuskällan kan användas som röntgenapparat eller som mikroskop. Den erbjuder ett mycket brett spektrum av synkrotronstrålning, från infrarött ljus till röntgenstrålning.